# 平城宮跡保存運動
平城宮跡保存運動（へいじょうきゅうせきほぞんうんどう）は奈良の平城京の宮殿と官庁の跡である平城宮跡とその環境を保存する市民の運動である。平城宮跡は1998年（平成10年）12月、「古都奈良の文化財」として東大寺などと共に世界遺産に登録されたが考古遺跡としては日本初である。この平城宮跡は発見された後に市民と、それに呼応した関係者による保存運動の長年の運動展開で守られ、草地の遺跡として親しまれ現在まで残ってきた。

## 平城宮跡の近年の状態
保存運動創設以来、特別史跡になってからは文化庁管轄で、鳥や虫、さまざまな動物たちの餌場と寝ぐらとなっている草地の自然状態となっていた。これを守りつつ、文化財としての保存を運動は進めてきて市民の憩いの場となっていた。しかし、国交省管轄になってから、2012年9月24日奈良新聞で初めて報道されたが、翌日から草地を掘り起こして土系のソイルセメントで固めて、建物復元と広場築造をすることが整備であると総額800億円の公共工事として進められている。そのため保存運動と政府・国交省との大きな対立となっている。「国営平城宮跡歴史公園」の整備の方針や説明では「導入すべき機能 ④自然的環境保全・創出機能　都市部に残された貴重な緑地として、自然的環境を保全・創出するとともに、その活用を図ることにより、自然体験の機会を提供します。」と表明し、環境に配慮すると言うが、特に一帯の燕の2万羽のねぐらを潰す、遊水地工事をして対立は深まっている。
一方で、国交省側では、草地は整備されていない場所という見解で、除去し広場を作り観光客を増やすのが目的の事業だと述べている。ただし2008年に国土交通省が利用者に対してアンケートをすると平城宮跡整備について「あまり手を加えず、現在の自然や歴史資源を保存する」と現状凍結を望む意見が半数超えている。

## 歴史

### 江戸時代
1852年（嘉永5年）伊勢津藩古市奉行所の役人で民間の陵墓研究家でもある北浦定政が古文書の研究と、一部を測量して平城京の正確な復元図である『平城宮大内裏跡坪割之図』を1852年（嘉永5年）作成して、同時に平城宮の跡地を推定した。

### 明治時代
建築史家、関野貞が田圃の中にある小高い芝地、通称「大黒芝」が大極殿の基壇である事を発見し、1907年（明治40年）に「いにしへの奈良ー平城宮大極殿遺址考ー」を旧・奈良新聞に発表した。この時は1次2次の変遷があることが分からず太平洋戦争後に第二次朝堂院跡の大極殿であることが確定した。その後に平城京研究論文『平城京及大内裏考』で、工学博士号を得る。さらに平城京の全体図、平城宮の図、平城京周辺の班田図などを作成した。喜田貞吉と平城京研究で論争したが現在では完勝している。

### 棚田嘉十郎らによる保存運動開始
棚田嘉十郎は、植木職人の親方であったが、たびたび奈良見物の人に、関野貞の研究で知られ始めた平城宮跡の場所や様子を聞かれ、恥じて大黒芝を見聞する。このとき何らの整備もされていないことを尊王の観点から怒りを覚え初の保存運動を起こす。溝辺文四郎とともに行政にも協力を呼びかける。当初、棚田は京都市の平安神宮を視察しモデルと考えていたが、やがて徳川頼倫を会長とする「奈良大極殿阯保存会」に結実し、団体としての保存運動が展開される。徳川頼倫はヨーロッパの遺跡や文化財も現地視察し、民間での文化財保護運動を推進し、遺跡の現状保存に詳しかった。棚田は東京の国会や政治家にも赴き働きかけるが、仕事も放棄して活動し困窮する。保存運動が拡大し1921年（大正10年）平城宮跡の大極殿中心とする部分が民間の寄金によって買い取られる。
しかし協力するとの約束で、予定地の約3分の2を団体名義で買った宗教団体は寄付の約束と相違する方針を述べるようになり、このトラブルの中で周囲に非難され心ない言葉を浴びせられた棚田は割腹自殺するが、この後、買収地は、ほとんどが国に寄付され、1922年（大正11年）平城宮第二次大極殿と朝堂院跡として史跡名勝天然記念物保存法による史跡に指定された。

### 平城宮跡範囲の拡大
1952年（昭和27年）平城宮跡の一部が特別史跡に指定される。だが、平城宮跡は、明治時代以後も明日香村の宮殿にあるような朝堂院とその周囲だけだと推定されていた。しかし、太平洋戦争後の占領軍のキャンプ場と西大寺駅を結ぶ道路工事が、占領軍命令で実施され、そのための1953年12月の発掘調査で多くの遺物と遺跡が発見され、平城旧跡が大極殿周辺だけの小規模なものでないことが判明する。その後、1959年に奈良国立文化財研究所による継続的な発掘調査が開始される。現在の旧跡範囲がわかってくる。

### 近鉄車庫建設反対運動
平城宮跡は、大正時代の民間からの寄付の国有地だけで、それ以外は民有地のままだった。1960年代に平城旧跡内の西側部分での近鉄電車の検車庫建設計画が発表され、市民から宮跡保存と反対の声が起こり、労働組合や政党も参加して、やがて全国的な反対運動がおこる。1961年（昭和36年）平城宮跡の木簡が初めて発見されたこともあり、近鉄は、平城旧跡内での建設を撤回し、大和西大寺駅南東の現在地に建設した。

### 国道建設反対運動と古都保存法
国道24号は、当時唯一の南北を結ぶ国道であったが当時狭い2車線で市内を走り、そのころには三条通りの一方通行部分もあり、奈良東部市街地を迂回するバイパスを建設し、完成後は延伸し接続して本線とする「奈良バイパス」が構想された。そして計画が発表されたが、平城宮跡内の東部分を直進し分断するルートだった。そのため、学者も加わった広範な反対運動が起きて、国は撤回し、東側に曲がって平城宮跡を迂回するルートに変更した。
このとき、2回にわたる反対運動での撤回に、市民と関係者が今後の遺跡保存に危機感を覚え、古都保存法の制定と、指定による国買収が求められた。国会を通過後、地域規制法での奈良市民による投票も行われ、特別史跡指定範囲が拡大され、徐々に買収され昭和時代に遺跡の全域買収が完了して現状の広さとなる。

## 整備計画と保存運動
1978年（昭和53年）「平城宮跡保存整備基本構想」が策定される。その後の平城宮跡の保存整備はこの基本構想を指針として進められるが、文化庁下では、石材や植栽による表示で表すものがほとんどであった。例外として朱雀門と大極殿の復元がある。
1988年平城宮跡を含む「古都奈良の文化財」がユネスコの世界遺産に登録される。

## 京奈和高速道路トンネル反対運動
2000年1月に京奈和国道の奈良市通過を平城宮跡内をトンネルでの施工計画が国土交通省より発表され、同年1月には地下水等のボーリング調査が開始される。2013年現在で宮跡だけで3割の発掘調査が終了しただけで、地下水変動による未発掘や周囲の木簡保存への影響や、換気口の設置による環境破壊を危惧して、奈良市民県民と全国的な反対運動が起きる。
国土交通省は地下水への影響はないと主張し、運動側と対立して、計画は膠着状態となっている。

## 関連人物
- 北浦定政
- 棚田嘉十郎